# Açude Flamengo
Açude Flamengo är en reservoar i Brasilien.   Den ligger i delstaten Ceará, i den östra delen av landet, 1 600 kilometer nordost om huvudstaden Brasília. Açude Flamengo ligger 126 meter över havet.
Omgivningarna runt Açude Flamengo är huvudsakligen savann. Runt Açude Flamengo är det glesbefolkat, med 17 invånare per kvadratkilometer.